# Attilio Lombardo
Attilio Lombardo (Santa Maria la Fossa, 1966. január 6. –) olasz labdarúgó, edző.

## Sikerei, díjai
Sampdoria
- Serie A: 1990–91
- Coppa Italia: 1988–89, 1993–94
- Supercoppa Italiana: 1991
- UEFA-bajnokok ligája második hely: 1991–92
- KEK: 1989–90
- KEK második hely: 1988–89

Juventus
- Supercoppa Italiana: 1995
- UEFA-bajnokok ligája: 1995–96
- UEFA-bajnokok ligája második hely: 1996–97
- UEFA-szuperkupa: 1996
- Interkontinentális kupa: 1996

Lazio
- Serie A: 1999–2000
- Coppa Italia: 1999–2000
- Supercoppa Italiana: 2000
- UEFA-szuperkupa: 1999